# Lobo 77
Lobo 77 ist ein einfaches Kartenspiel des deutschen Spieleautors Thomas Pauli, das zuerst im Jahr 1993 bei dem Verlag Amigo sowie danach in zahlreichen Auflagen international erschienen ist. Es baut auf dem Spiel O'NO 99 aus dem Jahr 1980 auf, das ab 1983 auch bei Amigo erschien. Im englischen Sprachraum ist es als Double Down bekannt.

## Thema und Ausstattung
Bei Lobo 77 handelt es sich um ein Karten-Ablege- und Additionsspiel, bei dem die Mitspieler versuchen, bei ihren Auslagen unter dem Wert von 77 zu bleiben und Schnapszahlen zu vermeiden. Das Spielmaterial besteht neben einer Spielanleitung aus 56 Karten sowie 24 Wertungschips. Das Kartenset ist so zusammengesetzt, dass es je 3-mal die Werte 2 bis 8, 8-mal den Wert 10 sowie je einmal die 76 und die Schnapszahlen 11, 22, 33, 44, 55 und 66 enthält. Hinzu kommen je 4-mal die Karte 0 und die Sonderkarten -10, ×2 und Richtungswechsel.

## Spielweise
Vor dem Spiel werden die Karten gemischt und jeder Spieler bekommt verdeckt fünf Handkarten. Die restlichen Karten bilden einen zentralen Nachziehstapel, von dem die oberste Karte aufgedeckt wird. Jeder Spieler bekommt zudem drei Wertungschips.
Alle Spieler nehmen ihre Handkarten auf und spielen nun beginnend mit einem Startspieler reihum im Uhrzeigersinn jeweils eine ihrer Handkarten auf einen Ablagestapel. Dabei addiert der jeweils aktive Spieler den Wert der gerade abgelegten Karte zum jeweils vorherigen Gesamtwert hinzu und sagt die Summe laut an; der Startspieler beginnt mit dem Wert seiner ersten ausgespielten Karte. Danach zieht der Spieler eine Karte und fügt sie seinen Handkarten hinzu. Ist der Nachziehstapel aufgebraucht, werden die Karten des Ablagestapels gemischt und als neuer Nachziehstapel ausgelegt.
Sobald ein Spieler nach Ablage seiner Karte eine Schnapszahl erreicht, muss er einen seiner Chips abgeben – das Spiel geht jedoch normal weiter; dies gilt auch, wenn durch das Ausspielen einer Sonderkarte die Schnapszahl wiederholt wird. Spielt ein Spieler die Sonderkarte -10, werden von der Summe zehn Punkte abgezogen. Spielt ein Spieler eine ×2, muss der nachfolgende Spieler zwei Karten ablegen (und nachziehen) und spielt ein Spieler den Richtungswechsel, ändert sich die Spielrichtung. Der Durchgang ist beendet, wenn ein Spieler die 77 erreicht oder überschreitet. Der ansagende Spieler gibt in diesem Fall einen Chip ab und es wird eine neue Runde gespielt, der Startspieler wechselt im Uhrzeigersinn.
Wenn ein Spieler alle seine Chips abgegeben hat, kann er noch so lange mitspielen, wie er keinen weiteren Chip abgeben muss (er „schwimmt“). Muss ein Spieler einen Chip abgeben, wenn er keinen mehr hat, dann scheidet er aus. Gewinner des Spiels ist der Spieler, der am Ende übrig bleibt.

## Ausgaben
Das Spiel Lobo 77 wurde von dem deutschen Spieleautor Thomas Pauli entwickelt und 1993 bei dem deutschen Verlag Amigo in mehreren deutschsprachigen und multilingualen Versionen veröffentlicht. Es erschien zudem in mehreren weiteren Sprachen, darunter Koreanisch, Französisch und Niederländisch; auf Englisch erschien es als Double Down. Das Spiel baut auf dem Spiel O’NO 99 aus dem Jahr 1980 auf, das ab 1983 auch bei Amigo erschien und ab 1992 von Mattel übernommen wurde.

## Belege
1. 1 2 3 4 5 6  Spieleanleitung Lobo 77, Amigo 2018
2. ↑  Lobo 77, Versionen bei BoardGameGeek. Abgerufen am 14. März 2021.
3. ↑  H. Hugo Dörnhaus: Universum der Spiele – Enzyklopädie der Brettspiele. 11 Ausgabe, Oktober 2011, Band 2, S. 1049.
4. ↑  O’NO 99, Versionen bei BoardGameGeek. Abgerufen am 15. März 2021.